# Championnat d'Europe de patinage artistique 1894
Navigation
Édition précédente Édition suivante
Le championnat d'Europe de patinage artistique 1894 a lieu le 28 janvier 1894 à la patinoire extérieure de Vienne dans l'empire d'Autriche-Hongrie.

## Podium
| Épreuves                      | Or                      | Argent       | Bronze             |
| ----------------------------- | ----------------------- | ------------ | ------------------ |
| Messieurs résultats détaillés | Eduard Engelmann junior | Gustav Hügel | Tibor von Földváry |

## Tableau des médailles
| Rang  | Nation   | Or | Argent | Bronze | Total |
| ----- | -------- | -- | ------ | ------ | ----- |
| 1     | Autriche | 1  | 1      | 0      | 2     |
| 2     | Hongrie  | 0  | 0      | 1      | 1     |
| Total | Total    | 1  | 1      | 1      | 3     |

## Détails de la compétition Messieurs
| Rang | Nom                     | Nation   | Places | Points | Fig. impo. | Prog. libre |
| ---- | ----------------------- | -------- | ------ | ------ | ---------- | ----------- |
| 1    | Eduard Engelmann junior | Autriche | 1      |        |            |             |
| 2    | Gustav Hügel            | Autriche | 2      |        |            |             |
| 3    | Tibor von Földváry      | Hongrie  | 3      |        |            |             |
| 4    | Georg Zachariades       | Autriche | 4      |        |            |             |
| 5    | Carl Sage               | Autriche | 5      |        |            |             |